# Paul Baudry (1825-1909)
Pour les articles homonymes, voir Paul Baudry et Baudry.
Paul Baudry, né le 7 mars 1825 à Rouen et mort le 31 mai 1909 dans la même ville, est un homme de lettres et historien français.

## Biographie
Son père, Frédéric Baudry, un négociant rouennais, sera capitaine de la garde nationale sous la Restauration et administrateur de la cathédrale, ainsi que propriétaire du manoir de la Motte. Sa mère, Adèle Esmangard, est originaire de Beauvais.
Paul Baudry devient président du conseil de fabrique de l'église Saint-Sever.
Cofondateur (et secrétaire adjoint du premier bureau) de la Société des bibliophiles normands, il est aussi membre de la commission des antiquités de la Seine-Inférieure et de la Société de l'histoire de Normandie. 
Il meurt à son domicile, no 3 rue de la Motte, le 31 mai 1909 à l'âge de 84 ans.
Il avait épousé Mlle Homberg, fille de Théodore Homberg (1802-1885).

## Publications
- L'église collégiale du Saint-Sépulcre de Rouen (1846)
- Le Prieuré de Bonne-Nouvelle, monographie rouennaise (1848)
- Histoire de saint Sever, évêque d'Avranches, et des églises qui ont été érigées en son honneur dans la ville de Rouen (1860)
- Les Créatures du bon Dieu, rapports de l'homme avec les êtres inférieurs de la création (1864)
- Cachet sigillaire, dit cachet d'oculiste, trouvé à Saint-Aubin-sur-Gaillon (1865)
- Les Religieuses Carmélites à Rouen (1875)
- Les Religieuses Carmélites à Dieppe (1876)
- Entrée de Saint-Ouen : chartreuse de Saint-Julien et église de Saint-Sauveur de Rouen (1878)
- Rouen illustré 5e livraison, Saint-Maclou (1880)
- Cérémonies faites aux Emmurées de Rouen pour la béatification de sainte Rose de Lima (avec Charles de Robillard de Beaurepaire, 1886)
- Histoire de Rouen (1899)
- L'Engagé volontaire, comédie en 1 acte, en vers (1899)
- L'Aître Saint-Maclou de Rouen

## Sources
- André Berthelot, Camille Dreyfus, La Grande Encyclopédie, volume 5, 1886
- « Nécrologie », Journal de Rouen,‎ 2 juin 1909, p. 2